# Tizac-de-Lapouyade
Tizac-de-Lapouyade é uma comuna francesa na região administrativa da Nova Aquitânia, no departamento da Gironda. Estende-se por uma área de 9,36 km². Em 2010 a comuna tinha 483 habitantes (densidade: 51,6 hab./km²).